# 諾曼斯維爾 (紐約州)
諾曼斯維爾（英語：Normansville）是位於美國紐約州奧爾巴尼縣的非建制地區。

## 歷史
諾曼斯維爾的郵局於1891年設立，其後於1905年停運。

## 地理
諾曼斯維爾所處的海拔為高於海平面34米（即112英呎），而該地所採用的時區為UTC-5，即北美东部时区（EST）。同時該地設有夏令時間，為UTC-5調快一小時，即UTC-4（EDT）。